# Свистун новокаледонський
Свистун новокаледонський (Pachycephala caledonica) — вид горобцеподібних птахів родини свистунових (Pachycephalidae). Ендемік Нової Каледонії.

## Таксономія і систематика
Початково новокаледонський свистун був віднесений до роду Мухоловка (Muscicapa). Деякі дослідники вважали його підвидом золотистого свистуна. До 2014 році птах вважався конспецифічним з вануатським свистуном (Pachycephala chlorura).

## Поширення і екологія
Новокаледонські свистуни живуть в тропічних лісах.